# Washington Stecanela Cerqueira
Washington Stecanela Cerqueira (Brasilia, Brasil, 1 d'abril de 1975) és un exfutbolista brasiler. Va disputar 9 partits amb la selecció del Brasil.

## Referències

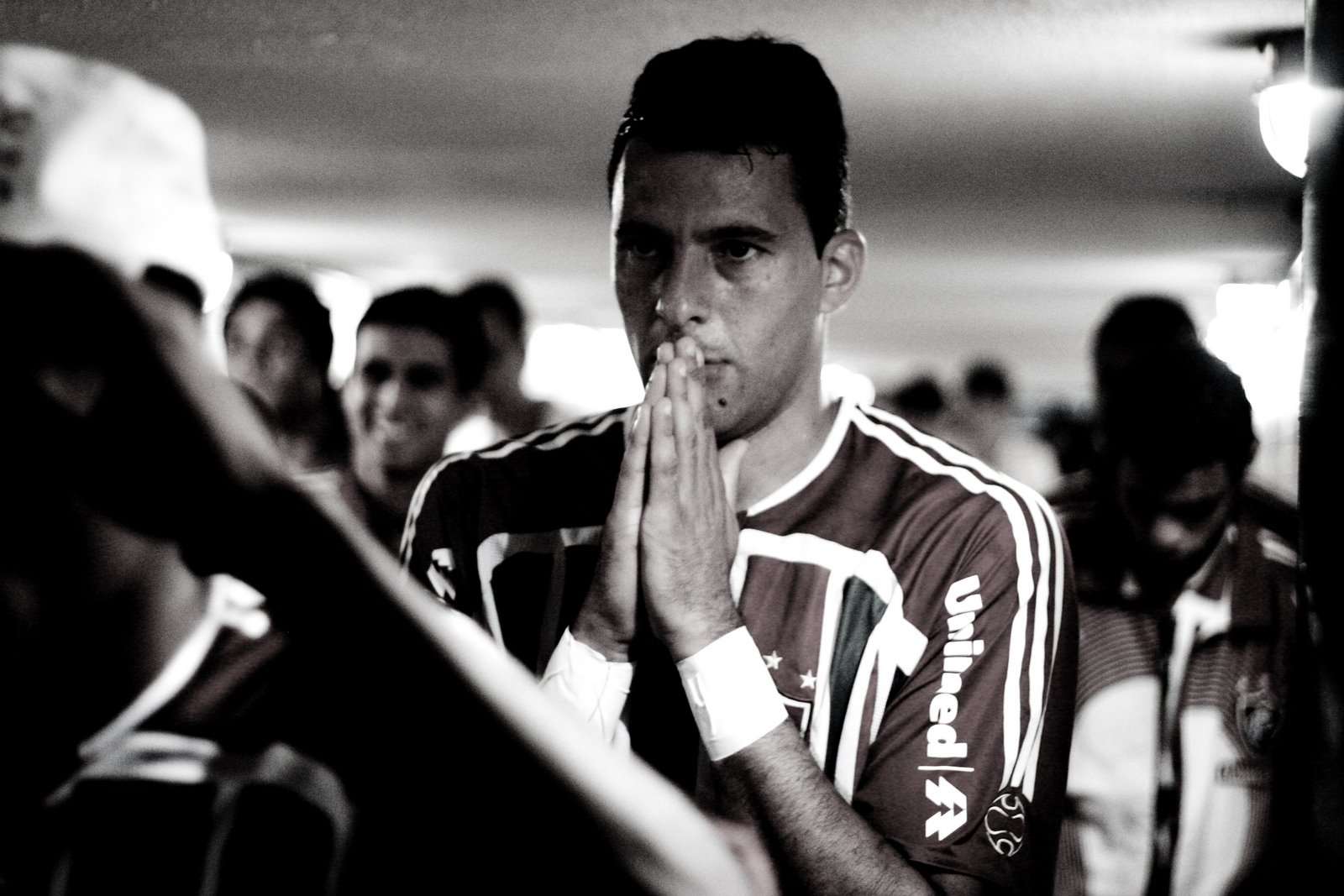
Washington jugant amb Fluminense.